# Саксена, Навин
Навин Саксена (род. в 1955 году, Индия) — кандидат химических наук, президент международной группы фармацевтических компаний, председатель и владелец фирмы «Rusan Pharma Limited».

## Биография
Навин Саксена родился в 1955 году. В 1977 году окончил с отличием факультет физико-математических и естественных наук Университета дружбы народов им. Патриса Лумумбы по специальности «химия». После получение диплома в 1978 году поступил  в аспирантуру, которую закончил в 1980 году и в этом же году защитил кандидатскую диссертацию — научный руководитель профессор А. В. Варламов.
Навин Саксена является автором множества печатных работ в российских и зарубежных научных журналах, а также имеет авторские свидетельства.
Он создал и является президентом международной группы фармацевтических компаний «Русан Фарма» (Индия), «Евро-Мед» (Россия), «Фармакер» (Великобритания), «Узфармакер» (Узбекистан), «Фармакер» (Украина), «Фармакер» (Объединённые Арабские Эмираты).
Саксена с 1981 года руководил научным центром крупнейшей индийской фармацевтической компании «Юнихем».
1994 год — Навин Саксена создал свои первые фармацевтические фирмы «Русан Фарма» и «Фармакер», которые имеют более 70 зарегистрированных препаратов в СНГ.
В Бомбее создал крупный научный центр в 1996 году, в этом центре разрабатываются современные технологии производства лекарственных средств и новые пути введения лекарств в организм.
Саксене Навину в 1997 году было присвоено звание «Лучший бизнесмен Индии» в области малого и среднего бизнеса.
При участии Саксена были созданы два мощных фармацевтических завода в 1997 и 2001 годах.
В 1999 году Саксена Навин — академик Российской Академии наук и социального развития.
В 2000 году его фирма «Русан Фарма» была признана одной из лучших фирм Индии по качеству и эффективности экспорта. Фирма «Русан Фарма» экспортирует более сорока препаратов в страны Европейского Союза.
В 2005 году фирма «Русан Фарма» — поставщик жизненно важных препаратов по программе «Льгота-2005» в Российской Федерации, является также одним из самых крупных поставщиков лекарственных средств в Минздравсоцразвития, Минобороны РФ и  МЧС России.